# 深井信恭
深井 信恭（ふかい のぶやす）は、江戸時代後期の三河国吉田藩3代藩主・松平信明の九男。

## 生涯
文化2年（1805年）12月11日、松平信明の九男として三河吉田で生まれる。
文化3年（1806年）9月5日に吉田藩士・深井資敬に預けられ、深井姓を称する。深井家は、藩祖松平伊豆守信綱の生母の里方にあたるので、藩士の中では格別の家柄で、禄高700石、代々吉田藩の重職を務めてきた。
文化4年（1807年）8月21日、父信明が丈夫届を幕府に提出する。文化7年（1810年）4月、播磨赤穂藩主・森忠敬の仮養子となる。文化9年（1812年）4月27日、疱瘡により8歳で病死する。